# Журавіна
Журавіна (пол. Żórawina, нім. Rothsürben) — село в Польщі, у гміні Журавіна Вроцлавського повіту Нижньосілезького воєводства.
Населення — 2346 осіб (2011).

## Демографія
Демографічна структура станом на 31 березня 2011 року:
|          | Загалом | Допрацездатний вік | Працездатний вік | Постпрацездатний вік |
| -------- | ------- | ------------------ | ---------------- | -------------------- |
| Чоловіки | 1120    | 223                | 832              | 65                   |
| Жінки    | 1226    | 255                | 780              | 191                  |
| Разом    | 2346    | 478                | 1612             | 256                  |